# Architis maturaca
Architis maturaca là một loài nhện trong họ Pisauridae.
Loài này thuộc chi Architis. Architis maturaca được miêu tả năm 2007 bởi Santos.